# Cyrtolobus cinerea
Cyrtolobus cinerea är en insektsart som beskrevs av Emmons. Cyrtolobus cinerea ingår i släktet Cyrtolobus och familjen hornstritar. Inga underarter finns listade i Catalogue of Life.